# Anna Dymna
Anna Dymna (Legnica, 20 juli 1951) is een Poolse theater- en filmactrice.

## Onderscheidingen
Dymna won tientallen onderscheidingen voor haar acteercarrière en liefdadigheidswerk. Enkele belangrijke onderscheidingen die ze in ontvangst mocht nemen waren:
- 1996, 1999, 2000 - Золотая Маска (Gouden Masker)
- 1993 - Złota Kaczka
- 1989 - Kruis van Verdienste